# Магалов, Никита Дмитриевич
Никита Дмитриевич Магалов (8 февраля 1912 — 26 декабря 1992) — швейцарский пианист и музыкальный педагог русско-грузинского происхождения. Принадлежал к роду грузинских князей Магалашвили.

## Биография

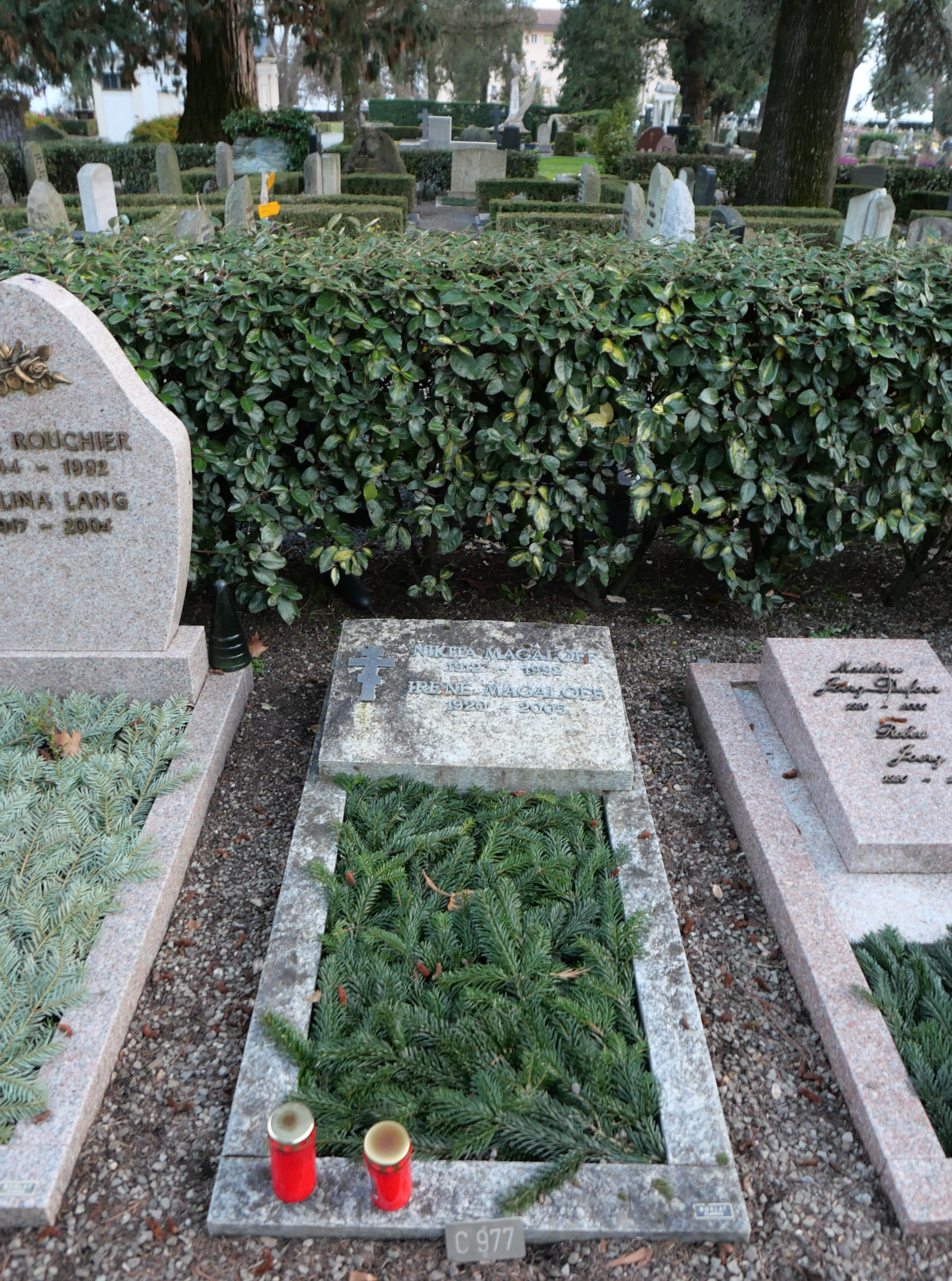
Могила в 2024 году.

Родился в аристократической грузинско-русской семье в Петербурге.  
Отец — Дмитрий Луарсабович Магалов (1874—1942), сын камергера Высочайшего Двора.  Мать — Башкирова Варвара Николаевна (1893—1955).  
В 1918 семья Магалашвили эмигрировала из России в Финляндию, затем переехала в Париж, где Никита учился у Изидора Филиппа. 
Супруга пианиста Ирена (1920-2005) была дочерью Йожефа Сигети (1892-1973). У пары родилась дочь Ванда. В 1939 чета бежала в Швейцарию, где Магалов проживал до своей кончины. В 1956 получил швейцарское гражданство.
Умер в Веве. Свое последнее пристанище Магалов нашел на кладбище Кларенс-Монтрё, в нескольких метрах от могилы своей тещи Ванды, урожденной Островской (1895–1969), и тестя Йожефа Сигети. Рядом с ним похоронена его жена Ирен.

## Исполнительская деятельность
Никита Магалов был преданным исполнителем Шопена, впервые в истории осуществившим запись всех фортепианных произведений композитора. 13CD, Philips Classics. Исполнял также произведения Моцарта, Бетховена, Шумана, Листа, Мендельсона, Стравинского. Играл в ансамбле с Кларой Хаскил и Йожефом Сигети.
Магалов был членом жюри конкурса пианистов Сантандера Паломы О'Ши в 1982 и 1987 годах.

## Педагогическая деятельность
С 1949 преподавал в Швейцарии, Италии, Франции. Среди его учеников — Марта Аргерих, Мария Типо, Эмиль Наумов, Венсан Кок, Валерий Сигалевич и др.